# Zasada zachowania momentu pędu
Zasada zachowania momentu pędu – jedna z zasad zachowania w mechanice.
Treść zasady:

Dla dowolnego izolowanego układu punktów materialnych całkowita suma ich momentów pędu jest stała.

W przypadku bryły sztywnej zasadę tę można sformułować następująco:

Moment pędu bryły pozostaje stały, gdy nie działa na nią żaden moment siły zewnętrznej.

co można zapisać wzorem
{\displaystyle \operatorname {const} {\vec {L}}}
lub
{\displaystyle {\frac {\mathrm {d} {\vec {L}}}{\mathrm {d} t}}=0,}
przy czym wzór ten można traktować jako szczególny przypadek równania wyrażającego zależność momentu pędu od momentu siły {\displaystyle M}
{\displaystyle {\frac {\mathrm {d} {\vec {L}}}{\mathrm {d} t}}={\vec {M}}.}

## Konsekwencje
Z zasady zachowania momentu pędu i definicji momentu pędu
{\displaystyle {\vec {L}}=I{\vec {\omega }}}
(przykład definicji momentu pędu dla ustalonej osi) wynika, że prędkość kątowa {\displaystyle \omega } rośnie, gdy maleje moment bezwładności {\displaystyle I.}
Jedną z konsekwencji zasady zachowania momentu pędu są znaczne prędkości kątowe gwiazd neutronowych, dochodzące do kilkuset obrotów na minutę (pulsary milisekundowe) uzyskiwane na skutek kolapsu grawitacyjnego i zmniejszenia momentu bezwładności.

## Dowód poprawności
Zasada zachowania momentu pędu wynika z niezmienności hamiltonianu względem obrotów w przestrzeni.
Moment pędu układu {\displaystyle N} cząstek można zapisać
{\displaystyle {\vec {L}}=\sum _{i=1}^{N}{\vec {r_{i}}}\times (m_{i}{\dot {\vec {r_{i}}}}).}
Różniczkując po czasie powyższe wyrażenie, otrzymujemy
{\displaystyle {\frac {\mathrm {d} {\vec {L}}}{\mathrm {d} t}}=\sum _{i=1}^{N}{\dot {\vec {r_{i}}}}\times (m_{i}{\dot {\vec {r_{i}}}})+\sum _{i=1}^{N}{\vec {r_{i}}}\times (m_{i}{\ddot {\vec {r_{i}}}}).}
Ponieważ iloczyn wektorowy {\displaystyle {\dot {\vec {r_{i}}}}\times {\dot {\vec {r_{i}}}}=0} oraz {\displaystyle m_{i}{\ddot {\vec {r_{i}}}}={\vec {F_{i}}},} to pozostaje tylko obliczyć iloczyn {\displaystyle {\vec {r_{i}}}\times {\vec {F_{i}}}.}
W tym celu rozbijemy siłę działającą na każdą cząstkę na składową pochodzącą z oddziaływań z innymi cząstkami (człony {\displaystyle {\vec {F}}_{ij}}) oraz składową pochodzącą z zewnątrz układu
{\displaystyle \sum _{i=1}^{N}{\vec {r_{i}}}\times {\vec {F_{i}}}=\sum _{i=1}^{N}({\vec {r_{i}}}\times (\sum _{i\neq j}^{N}{\vec {F_{ij}}}+{\vec {F_{i}}}'))=\sum _{i=1}^{N}{\vec {r}}_{i}\times {\vec {F}}_{i}'.}
Ponieważ
{\displaystyle {\vec {F_{ij}}}=-{\vec {F_{ji}}},}
to
{\displaystyle {\vec {r_{i}}}\times {\vec {F_{ij}}}=-{\vec {r_{j}}}\times {\vec {F_{ji}}},}
a dla każdej siły
{\displaystyle {\vec {F_{ij}}}}
występuje siła
{\displaystyle {\vec {F_{ji}}}.}
Stąd suma wszystkich momentów sił oddziaływania jest równa 0.
Zatem
{\displaystyle {\frac {\mathrm {d} {\vec {L}}}{\mathrm {d} t}}=\sum _{i=1}^{N}{\vec {r_{i}}}\times {\vec {F_{i}}}'.}
Jeżeli układ jest odosobniony, to
{\displaystyle {\vec {F}}_{i}'=0,}
czyli
{\displaystyle \operatorname {const} {\vec {L}}.}